# Žen-cung
Žen-cung (čínsky pchin-jinem Rénzōng, znaky 仁宗; 30. května 1010 – 30. dubna 1063), vlastním jménem Čao Čen (čínsky pchin-jinem Zhào Zhēn, znaky zjednodušené 祯, tradiční 趙禎) z dynastie Sung v letech 1022–1063 vládl čínské říši Sung. Byl synem a nástupcem císaře Čen-cunga.

## Vláda
Za vlády Žen-cunga dosáhla říše Sung maxima moci a vlivu, ze kterého poté už jenom klesala. Zahraniční politika císaře byla mírumilovná, během dlouhého období bez válek síla sungských armád poklesla. Tangutský stát Západní Sia toho využil k drobným útokům podél hranic. Když Žen-cung nastoupil, posílil ozbrojené síly. Klid na hranicích zajišťovalo pravidelné placení tributu říši Liao, protivníkovi Tangutů. Císař významně zvýšil daně, rolníci za jeho vlády žili ve stavu trvalé chudoby. To nakonec vyvolalo vzpoury a povstání po celé zemi i rozpory uvnitř vlády.
Žen-cung zemřel roku 1063 bez dědice, protože jeho synové zemřeli v dětství. Posmrtně obdržel chrámové jméno Žen-cung, „Laskavý předek“. Na trůn po něm nastoupil synovec Jing-cung, kterého adoptoval a roku 1062 jmenoval následníkem trůnu.

## Rodina
Hodnosti císařovny se postupně dočkali dvě manželky Čen-cunga, císařovna Kuo (1012–1035) a císařovna Cchao (1016–1079). Další dvě manželky obdržely hodnost císařovny posmrtně. Navíc měl císař ještě dvanáct žen.
Čen-cungovy manželky mu daly tři syny, žádný nepřežil třetí rok života, a třináct dcer, devět v nich zemřelo v dětství:
- Čao Fang, kníže z Jang;
- Čao Sin, kníže z Jung;
- Čao Si, kníže z Čchiao;
- princezna Sü;
- princezna Teng;
- princezna Čen;
- princezna Čchu;
- princezna Šang;
- princezna Lu;
- princezna Tchang;
- princezna Čchen;
- princezna Čchin-lu-sien-mu-ming-i;
- princezna Kun;
- princezna Jen-šu;
- princezna Jü.